# DeKalb (Ohio)
DeKalb és una comunitat no incorporada al township de Vernon, al comtat de Crawford (Ohio, Estats Units). DeKalb fou planificat el 1835. establint-s'hi el 1833 una oficina de correus anomenada DeKalb que romangué en funcionament fins al 1882.